# Лептирњаче
Лептирњаче (лат. Faboideae или Leguminosae), познате и као бобови и махунарке, су космополитска биљна фамилија, коју чини око 730 родова са 19.500 врста. Име лептирњаче је изведено из изгледа цветова, а махунарке због карактеристичног плода махуне. У ову фамилију се убраја велики број економски важних биљака — пасуљ, грашак, соја, кикирики, боб, сочиво, багрем, леблебија, рогач; као и поједине украсне — акација, мимоза, албиција. Fabaceae су зељасте или дрвенасте, једногодишње или вишегодишње биљке, често са сложеним листовима, појединачним цветовима или цвастима.

## Анатомија

### Цвет
Морфологија цвета се разликује међу традиционално прихваћеним потфамилијама. Код већине биљака ове фамилије (и скоро свих из потфамилије Faboideae) цвет поседује 5 чашичних и 5 круничних листића. Најизраженији део цвета код Mimosoideae су прашници (нпр. цветови акација и албиције), код неких Caesalpinioideae се срећу правилни актиноморфни цветови, код осталих и код Faboideae цветови имају посебну зигоморфну грађу. Код њих, је један слободни крунични листић vexillum (заставица) већи и шири од осталих и наткриљује их чинећи горњи део цвета. Два бочна (средња) већином имају дугачак нокатац и називају се alae (крила), док су два доња крунична листића у вршном делу срасли у лађицу (carina), у којој се налазе прашници и тучак (видети на приложеном цртежу и сликама). Код неких врста (нпр. Amorpha sp.) цвету недостају крила и лађица. У типичном цвету потфамилије Faboideae постоји 10 прашника, који су различито срасли (најчешће су срасли сви — монаделфија, или је један горњи прашник слободан — диаделфија), или су, веома ретко, слободни (као код рода Sophora). Дешава се да се у цвету нађе 9 прашника услед закржљавања слободног прашника, или само 5.

### Корен
Легуминозе имају корен осовинског типа, вретенастог облика. Он продире у земљу и до неколико метара, а на њему се налазе квржице (nodule) са бактеријама са азотофиксаторима, углавном из рода Rhizobium. Везивање азота преко бактерија симбионата омогућава стварање сложених азотних једињења и беланчевина у биљкама ове фамилије.
Предност осовинског типа корена је, у односу на траве, отпорност на сушу услед веће дубине корена, а недостатак слабије везивање земљишта и спорије реаговање на ђубрење.

### Стабло
Стабло легуминоза је зељасто и може бити усправно, полегнуто или полуполегљиво. Као и код трава, вишегодишње легуминозе имају способност бокорења и оно се јавља у четири начина:
- из подземног стабла
- из огранака корена
- из кореновог врата
- из столона

Највредније легуминозе за сточну храну бокоре се из кореновог врата (плава луцерка, црвена детелина, еспарзета...), као веома продуктивног начина вегетативног размножавања, док је за травњаке погодно бокорење из столона, као што се шири бела детелина.

### Лист
Лист код легуминоза може бити прост и сложен. И код једног и код другог, јављају се залисци у пазуху листа. Прости листови се састоје од лисне дршке и лиске.
Сложен лист може бити:
- тропер
- пераст
  - парно пераст и
  - непарно пераст
- прстаст

Најважнији родови вишегодишњих легуминоза на травњацима (детелине и луцерке) имају троперу грађу листа.

### Плод и семе
Плод је једносемена или вишесемена махуна (legumen), по коме су створени синоними за фамилију, легуминозе или махунарке. Код неких врста се махуна отвара, пуца при сазревању, осипајући семе. Семе чини тврда семењача, што омогућава дужу клијавост семена од трава. Испод омотача семена су храњиве материје у котиледонима и клица.

## Систематика и филогенија
су монофилетска група биљака које карактерише низ заједничких особина: лектини су присутни у већој количини у семенима; плодник је натцветан, изграђен од једне карпеле са серијатним семеним замецима; плод је код већине махуна; ген rpl22 одсуствује из хлоропластног генома.
Претпоставља се да је предачка група свих Fabaceae започела своју диверзификацију пре око 60 милиона година, а да су се главне групе одвојиле већ пре око 50 милиона год. Традиционално, фамилија је била дељена на три потфамилије (Caesalpinioideae, Mimosoideae, Faboideae) које у неким системима класификације имају статус фамилије у реду Fabales (Caesalpiniaceae, Mimosaceae и Fabaceae s.str.). Групе Faboideae и Mimosoideae јесу монофилетске гране, али је грана Caesalpinioideae полифилетска и вероватно предачка. Молекуларнобиолошки, генетички и биохемијски подаци указују на постојање 4 групе унутар Fabaceae:
- — дрвеће и лијане пантропског и умереног распрострањења, са простим листовима, без симбиозе са азотофиксирајућим бактеријама. Група је раније сматрана трибусом потфамилије Caesalpinioideae, обухвата десетак родова од којих су најпознатији јудино дрво (Cercis) и Bauhinia. Цветови јудиног дрвета само површно личе на цветове Faboideae.
- — жбунови и дрвеће, често са ектотрофном микоризом, фиксација азота се дешава у неким родовима/врстама, морфологија цвета варира у групи. Групу чини око 160 родова од којих су најпознатији Gleditschia, Ceratonia (рогач), Cassia, Senna и Caesalpinia. Група садржи три трибуса: Caesalpinieae, Cassieae и Detarieae.
- — жбунови и дрвеће (ретко лијане или зељасте биљке) тропске и суптропске климатске зоне; фиксација азота распрострањена; цветови су актиноморфни, тетрамерни, уочљиви по дугачким филаментима бројних прашника. Листови ових биљака су већином двоструко парно перасти. Групу чине 82 рода, од којих су најпознатији родови Mimosa, Acacia и Albizzia. Код нас постоји фестивал погрешно назван Фестивалом мимоза, јер су биљке чије се гранчице преносе тада у ствари акација. Потфамилија је подељена на пет трибуса: Acacieae, Ingeae, Mimoseae, Mimozygantheae, и Parkieae.
- — космополитска група од око 475 родова, са изразито зигоморфним и дорзовентралним цветовима налик лептиру, често скупљени у гроздасте или главичасте цвасти. У тропима преовладавају дрвенасти а у вантропским пределима зељасти облици. Листови су примарно сложени и непарно перасти, а код неких родова се јављају изведеније форме — прстасто сложени листови (Lupinus) или троделни (нпр. код детелине). Уместо терминалног листића налази се рашљика код неких родова. Економски значај ове групе је немерљиво велик — већина је способна за азотофиксацију те обогаћује земљиште азотом, њихове популације су често густе и бројне и стога играју велику улогу у екосистемима, представљају храну животињама и човеку. Још од млађег каменог доба у човековој исхрани се налазе боб, грашак, сочиво. Познати родови су Pisum (грашак), Lens (сочиво), Vicia (грахорица, боб), Phaseolus (пасуљ), Lathyrus (грахор), Glycine (Soya, соја), Arachis (кикирики), Robinia (багрем), Medicago (луцерка), Trifolium (детелина), Lotus (звездан), Wisteria (глицинија, украсни багрем), Glycyrrhiza (сладић), Ononis (зечји трн), Astragalus.

## Галерија
- потфам.
- албиција
- мимоза (род акација)

- потфам.
- јудино дрво
- поинцијана

- потфам.
- грахор
- Глицинија